# Théâtre des travailleurs
Le Théâtre des travailleurs ou Théâtre municipal de Most (en tchèque Městské divadlo v Mostě) est un théâtre situé à Most en Tchéquie. 
Il est inauguré le 30 septembre 1911 mais en raison de la démolition de toute la ville, un nouveau bâtiment moderne est construit dans les année 1980.
Le théâtre gère aussi un deuxième établissement, le Théâtre de la Diversité (Divadlo rozmanitostí), destiné principalement aux spectacles pour enfants et aux spectacles de marionnettes.

## Histoire

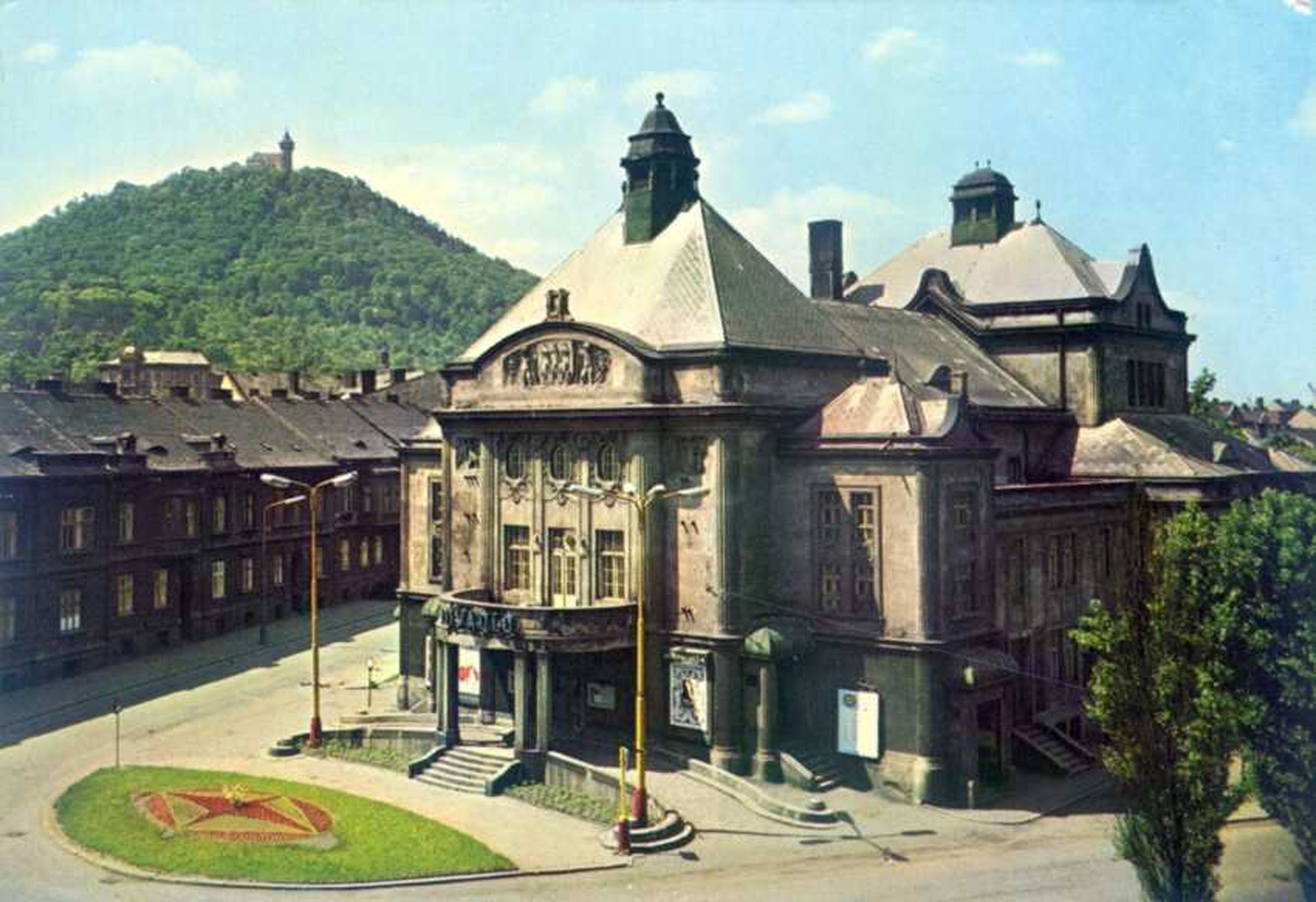
L'ancien bâtiment du théâtre des travailleurs dans le vieux Most.

Le premier bâtiment est construit à l'instigation de l'ancienne population allemande de Most. Cependant, son ouverture en 1911 n'a pas lieu au même moment en raison de la Première Guerre mondiale, et les opérations du théâtre sont ainsi considérablement limitées. Après l'instauration de la Première République, les artistes tchèques ont une nouvelle occasion de se faire connaître. Le 4 avril 1919, la première représentation amateur tchèque y a lieu, mais toujours en langue allemande.
En plus de la crise économique, l'année 1934 apporte également une crise dans l'industrie théâtrale et, en raison d'un manque de fonds, le théâtre de Most est sur le point de fermer. Cependant, l'année suivante apporte des changements importants, une forte affluence et la plupart des pièces se déroulent en langue tchèque. Le deuxième déclin est dû à la Seconde Guerre mondiale. 
Les événements de 1948 ont naturellement laissé des traces sur le théâtre de Most, qui est rebaptisé Théâtre des Travailleurs.
Après la décision de liquider l'ancien Théâtre de Most en raison de l'exploitation du lignite, il a fallu construire un nouveau bâtiment de théâtre dans la nouvelle ville ; l'ancien est démoli en 1982. Pendant la période de construction, l'ensemble artistique déménage au centre culturel Máj pendant cinq ans et demi. Depuis lors, le théâtre est situé sur První náměstí, dans le centre-ville de Most.